# 昆玉经济技术开发区
昆玉经济技术开发区，是新疆维吾尔自治区第十四师昆玉市下辖的经济开发区。昆玉经济技术开发区位于和田地区皮山县与墨玉县交界的二二四团境内，315国道和G3012高速北边，第十四师昆玉市东边，喀和铁路经过开发区。

## 历史
昆玉经济技术开发区原名为北京皮墨工业园区，于2011年1月由新疆生产建设兵团发展和改革委员会批复成立，为兵团级工业园区，是北京市对口援建工业园区，规划面积3.88平方公里。2011年10月，十四师编委批准成立十四师皮墨北京工业园区管理委员会。2015年5月，北京皮墨工业园区扩大区域，总体规划总用地面积为9.48平方公里。
2017年6月，北京皮墨工业园区由第八师石河子市全面代管，园区现有行政区划、名称番号不变，由第八师石河子市管理园区主要事务并承担主体责任，园区党工委、管委会为第八师石河子市党委、师市的派出机构。2019年8月，北京皮墨工业园区将一部分地划入第十四师，用地面积为7.7平方公里。2020年10月，根据开发区清理整顿方案，经兵团批准，北京皮墨工业园区更名为昆玉经济技术开发区。2022年，第八师石河子市结束代管，昆玉经济技术开发区由十四师昆玉市统一管理。

## 经济
2017年，北京皮墨工业园区开工建设基础设施建设项目10个，完成投资10287万元人民币，其中道路项目3个，完成投资5633万元人民币；排水工程1个，完成投资476万元人民币；供水项目1个，完成投资422万元人民币；燃气管网项目1个，完成投资407万元人民币；绿化项目1个，完成投资1023万元人民币；消防站及配套设施项目1个，完成投资412万元人民币；污水处理改扩建项目1个，完成投资312万元人民币；园区生活区及配套基础设施项目1个，完成投资1602万元人民币。
2021年，昆玉经济技术开发区完成工业总产值9亿元人民币，其中规模以上工业企业完成产值8亿元人民币，规模以下工业企业完成产值1亿元人民币。完成招商引资实物量4.1亿元人民币，完成固定资产投资4.75亿元人民币，实现税收收入5500万元人民币。入驻工业企业78家，“四上企业”12家，其中规模以上工业企业9家（纺织服装3家、农副食品加工2家、非金属矿物制品3家、化学原料和化学制品制造1家），限上批发业1家，有资质的建筑业2家。市场主体增加到357家。招商引资累计到位资金30亿元，落地项目42个。五年累计完成固定资产投资31.98亿元人民币。累计实现全口径税收2.36亿元人民币。

## 区划
昆玉市经济技术开发区下辖一个虚拟社区：昆玉市经济技术开发区虚拟社区。

## 註解
1. ↑  四上企业是指规模以上工业企业、资质等级建筑业企业、限额以上批零住餐企业、国家重点服务业企业等这四类规模以上企业的统称。